# Cardioecia watersi
Cardioecia watersi is een mosdiertjessoort uit de familie van de Plagioeciidae. De wetenschappelijke naam van de soort is voor het eerst geldig gepubliceerd in 1939 door O'Donoghue & de Watteville.